# Coccinella undecimpunctata
Coccinella undecimpunctata – gatunek chrząszcza z rodziny biedronkowatych.
Chrząszcz o krótkim, owalnym, silnie wypukłym ciele długości od 3,5 do 4,5 mm. Głowę ma czarną z parą żółtych plam przy oczach, a czułki brunatne z czarnym pierwszym członem. Przedplecze jest czarne z żółtą barwą w kątach przednich, a niekiedy także na brzegach bocznych. Czerwone pokrywy zdobi jedenaście czarnych plam – pięć na każdej i jedna wspólna za tarczką. Plamy te mogą jednak zanikać, a niekiedy zlewać się ze sobą. Epimery śródpiersia są ubarwione biało. Odnóża są w całości czarne.

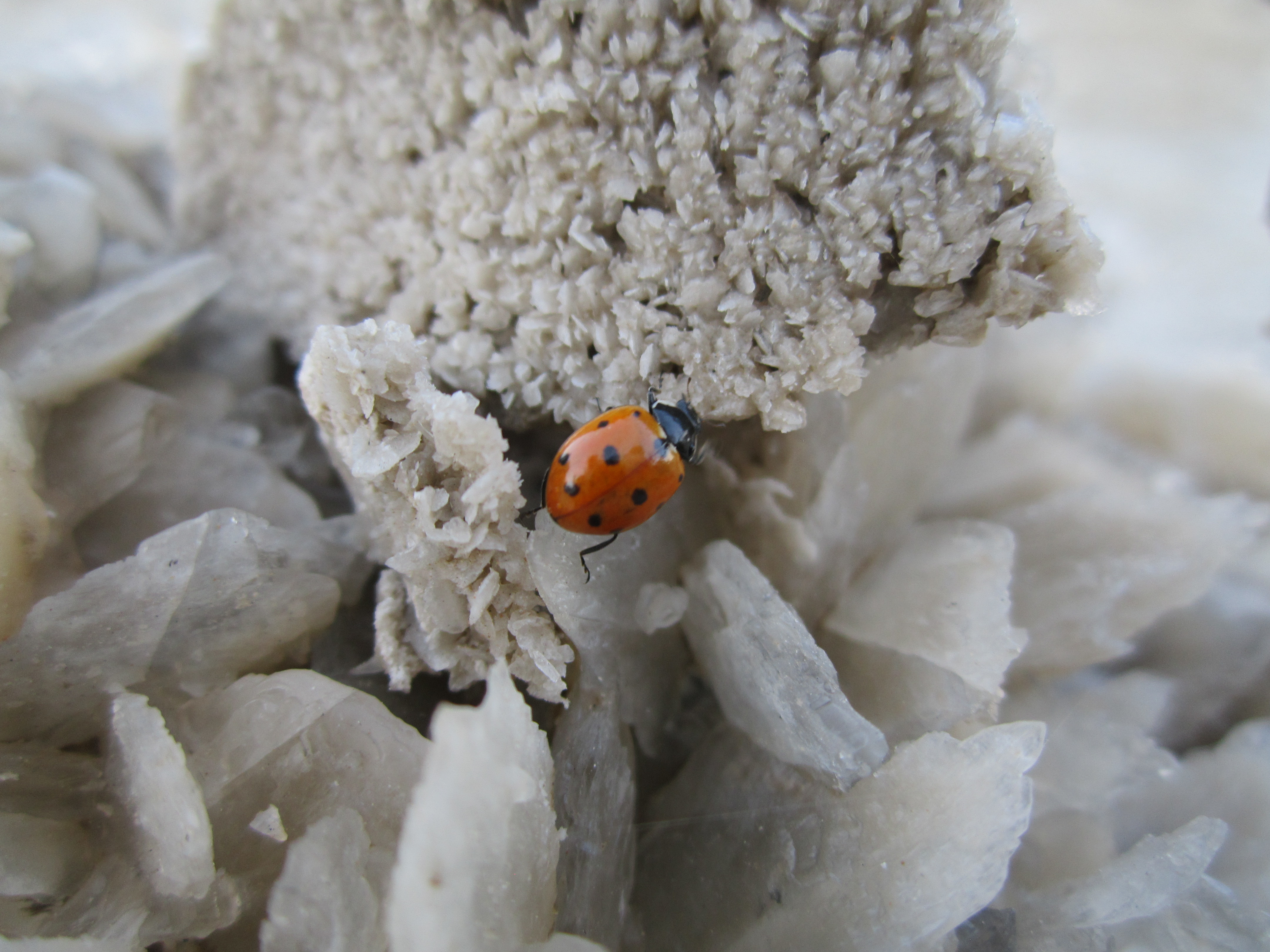
Przedstawiciel gatunku na soli kamiennej w rejonie Morza Martwego

Gatunek ten jest przypuszczalnie halofilem (słonolubem), ale bywa też spotykany w środowiskach innego typu. Zamieszkuje wydmy nadmorskie, solniska, pobrzeża rzek, skarpy, groble, ale też zadrzewienia parkowe i uliczne. Znajdowany bywał wśród napływek.
Owad znany z Europy, Azji, Afryki Północnej i Ameryki Północnej. Na północ sięga po Islandię i skraj Fennoskandii. W Polsce rzadko spotykany.